# Le Pain de ménage
Le Pain de ménage (1898) est une comédie en un acte de Jules Renard, dédiée à Tristan Bernard.
Cette pièce, à portée autobiographique, est souvent jouée avec une autre pièce de l'auteur, Le Plaisir de rompre (1897).

## Argument
Deux couples sont réunis pour un séjour de vacances. Marthe et Pierre, dont les conjoints respectifs se sont absentés après le dîner, évoquent leur vie de couple et l'issue possible de leurs relations.

## Histoire de la pièce
Jules Renard lit sa pièce à Lucien Guitry le 14 novembre 1897, puis quelques jours plus tard, à Marthe Brandès qui doit jouer Marthe. Les répétitions commencent en décembre 1897 et la pièce est représentée pour la première fois le 14 mars 1898, dans les salons du Figaro, à Paris.
Elle rentre au répertoire de la Comédie-Française en 1927. De 1927 à 1980, la pièce est jouée 267 fois.
Cette pièce est représentée lors de la première traversée du paquebot Normandie, en 1935, avec Valentine Teissier et Jean Debucourt.
Elle est choisie pour l'hommage à Jacques Copeau, au théâtre Marigny, en 1949.

## Adaptations

### Adaptations théâtrales
- 1898 : avec Marthe Brandès et Lucien Guitry, salons du Figaro
- 1899 : avec Blanche Toutain et Abel Tarride, théâtre des Mathurins
- 1900-1901 : avec Andrée Mégard et Firmin Gémier, théâtre du Gymnase ;
- 1902 : mise en scène de Firmin Gémier, avec Jane Heller et M. Frédal, théâtre de la Renaissance
- 1913 : mise en scène de Jacques Copeau, qui interprète également le rôle de Pierre, avec Madeleine Gautier, Vieux-Colombier ;
- 1917, mise en scène de Jacques Copeau, qui interprète également le rôle de Pierre, avec Madeleine Gautier, Garrick Theatre, New York (12 représentations)[1]
- 1924 : mise en scène de Louis Jouvet, avec Valentine Tessier et Edi Ben-Danou ;
- 1990 : Le Plaisir de rompre et Le Pain de ménage, mise en scène Bernard Murat, avec Anny Duperey et Bernard Giraudeau, Comédie des Champs-Élysées ;
- 1995 : Le Plaisir de rompre et Le Pain de ménage, mise en scène Claude Lesko, avec Véronique Bernard-Maugiron, Bernard Labbé, Théâtre des Célestins (Lyon)
- 1999 : Le Plaisir de rompre et Le Pain de ménage, mise en scène Nicolas Briançon, Théâtre 14 Jean-Marie Serreau ;
- 2001 : Le Plaisir de rompre et Le Pain de ménage, mise en scène Jean-Philippe Ancelle, qui interprète le rôle de Pierre, avec Delphine Allange, Festival de Pau ;
- 2009 : Le Plaisir de Rompre et Le Pain de Ménage, mise en scène Michel Galabru, avec Fabrice Nemo et Annie Corbier, Comédie Nation ;
- 2014 : Le Plaisir de Rompre et Le Pain de Ménage, mise en scène Pierre Laville, avec Béatrice Agenin et Laurent d'Olce, Théâtre Daunou.

### Comédie-Française
- 1927 : mise en scène Roger Monteaux, qui interprète le rôle de Pierre, et Béatrice Bretty dans le rôle de Marthe ;
- 1938 : avec Pierre Bertin et Germaine Rouer ;
- 1941 : avec Jean Debucourt et Lise Delamare ;
- 1960 : mise en scène Jean Mercure, avec Paul-Émile Deiber et Marie Sabouret ;
- 1966 : mise en scène Jean Mercure, avec Micheline Boudet
- 1979 : Le Plaisir de rompre et Le Pain de ménage, mise en scène Yves Gasc, avec Jacques Toja et Claude Winter (filmé pour la télévision et diffusé le 31 août 1981) ;

### Télévision
- 1963 : réalisation de Paul Renty, avec Odile Versois et André Charpak ;
- 1968 : réalisation de Marcel Cravenne, avec Annie Girardot et Jean Rochefort

### Traduction
- Home Made Bread[2].